# Byrrhus fasciatus
Byrrhus fasciatus är en skalbaggsart som beskrevs av Forster 1771. Byrrhus fasciatus ingår i släktet Byrrhus och familjen kulbaggar. Arten är reproducerande i Sverige. Inga underarter finns listade i Catalogue of Life.

## Bildgalleri

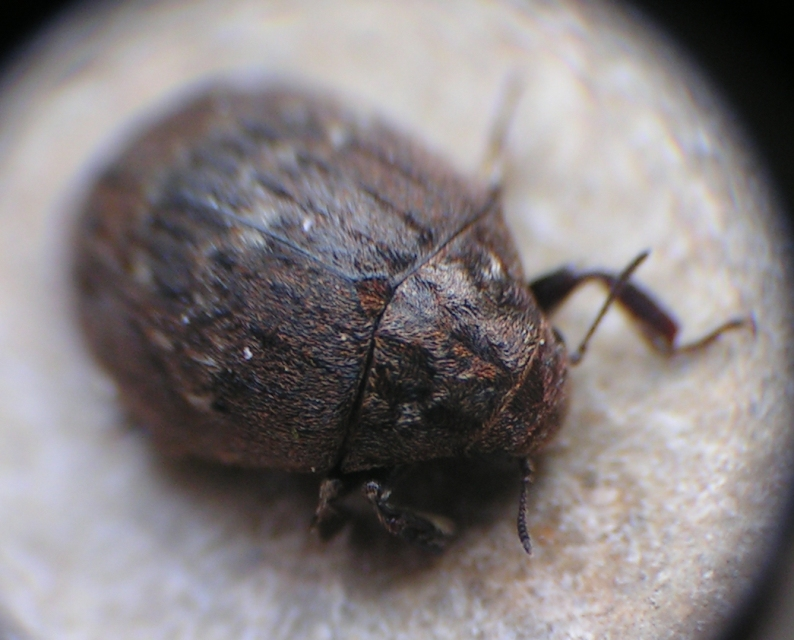
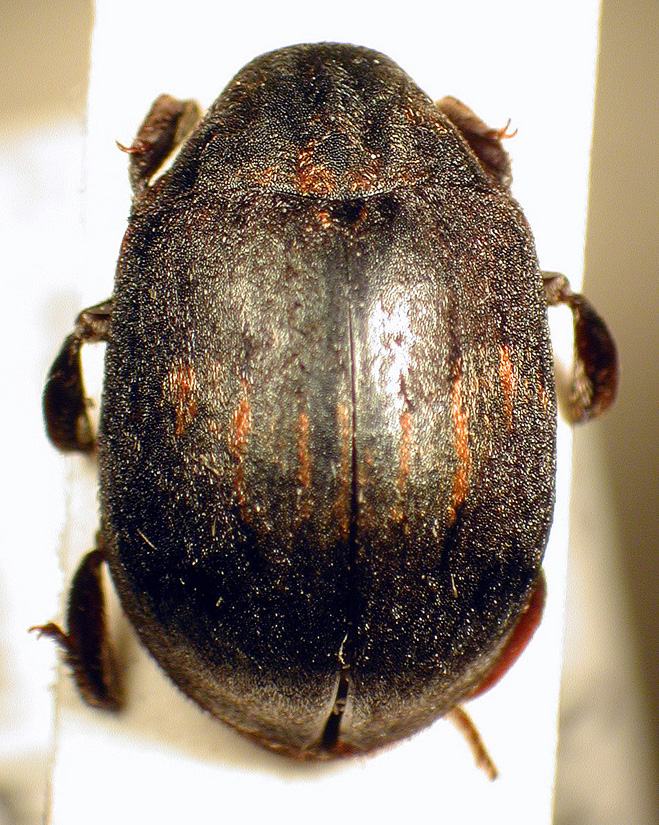